# NASA/IPAC Extragalactic Database
Die NASA/IPAC Extragalactic Database (NED) ist eine astronomische Datenbank für Galaxien und andere Objekte außerhalb unserer Milchstraße. NED wird vom Infrared Processing and Analysis Center IPAC des Jet Propulsion Laboratory am California Institute of Technology betrieben und von der NASA finanziert.
NED enthält eine Liste von (Oktober 2019) 1,1 Milliarden Objekten, für die Bezeichnungen aus verschiedenen Katalogen miteinander identifiziert werden und soweit möglich genaue Positionen am Himmel und Rotverschiebungen angegeben werden. NED enthält weitere zum Beispiel photometrische Daten und Bilder in optischen und nahen Infrarot, Verweise auf Veröffentlichungen, die sich auf ein Objekt beziehen sowie deren Zusammenfassungen.
Während NED ausschließlich extragalaktische Objekte enthält, liegt der Schwerpunkt der Datenbank SIMBAD auf Sternen und anderen Objekten unserer Milchstraße.